# O Alfageme de Santarém
O Alfageme de Santarém ou a Espada do Santo Condestável é uma peça de Almeida Garrett publicada em 1842.
Este drama histórico tem como um dos protagonistas Nuno Álvares Pereira, e a sua acção desenrola-se na ribeira de Santarém durante a crise de 1383–1385.